# Mogoro
Mogoro (en sard, Mòguru) és un municipi italià, dins de la província d'Oristany. L'any 2007 tenia 4.779 habitants. Es troba a la regió de Marmilla. Limita amb els municipis de Collinas (VS), Gonnostramatza, Masullas, Pabillonis (VS), San Nicolò d'Arcidano, Sardara (VS) i Uras.

## Administració
| Període   | Identitat       | Partit |
| --------- | --------------- | ------ |
| 1985-1995 | Adriano Ghiani  | PCI    |
| 1992-1995 | Antonino Floris | PCI    |
| 1995-2000 | Delfina Broccia | PDS    |
| 2000-     | Giovanni Pia    | PSDAZ  |